# Luis Fernando Rodríguez Velásquez
Luis Fernando Rodríguez Velásquez (Medellín, 8 de diciembre de 1959) es un eclesiástico católico colombiano. Es el arzobispo de Cali, desde diciembre de 2022, de la cual fue coadjutor en 2022, y obispo auxiliar, entre 2014 a 2022.

## Biografía
Luis Fernando nació el 8 de diciembre de 1959, en la ciudad colombiana de Medellín.
Realizó los estudios básicos, en el Colegio de la Universidad Pontificia Bolivariana. 
Realizó los estudios de Filosofía y Teología, en el Seminario Mayor de Medellín. 
Obtuvo la licenciatura en Teología, por la Universidad Pontificia Bolivariana (Medellín); la licenciatura en Derecho Canónico, en la Pontificia Universidad Lateranense (Roma); el doctorado en Derecho Canónico, por la Pontificia Universidad Javeriana (Bogotá) y la licenciatura en Educación Religiosa, en la Universidad Pontificia Bolivariana, de Medellín.

### Sacerdocio
Su ordenación sacerdotal fue el 25 de agosto de 1984, a manos del arzobispo de Medellín, Alfonso López Trujillo.
En esa misma circunscripción eclesiástica se incardinó.
Como sacerdote desempeñó los siguientes ministerios:
- Vicario parroquial de San Blas (1985-1986).
- Formador y Vicerrector del Seminario Mayor de Medellín (1985-1990).
- Vicecanciller de la Arquidiócesis de Medellín y Secretario de Arzobispo (1986-1990).
- Párroco de Santa María la Virgen (1990).
- Oficial del Pontificio Consejo para la Familia (1990-1997).

Recibió el título de Capellán de Su Santidad, el 21 de diciembre de 1995.
- Párroco de El Sagrario (1997-2000).
- Vicario Judicial adjunto del Tribunal de la Arquidiócesis (1998-2004).
- Profesor (1986-2003), Capellán (2000-2004) y Rector (2004-2013) de la Universidad Pontificia Bolivariana.
- Administrador parroquial de San José y Vicario general de Medellín (2013-2014).
- Miembro del Consejo presbiteral y del Colegio de Consultores de la Arquidiócesis.

## Episcopado

### Obispo Auxiliar de Cali
El 5 de julio de 2014, el papa Francisco lo nombró Obispo Titular de Illiberi y Obispo Auxiliar de Cali. Fue consagrado el 22 de agosto del mismo año, en la Catedral de Medellín, a manos del entonces Nuncio Apostólico en Colombia, Ettore Balestrero.

### Arzobispo de Cali
El 22 de abril de 2022, el papa Francisco lo nombró Arzobispo Coadjutor de Cali. El 14 de mayo, tomó posesión de su oficio, en la Catedral Metropolitana de Cali.
El 8 de diciembre del mismo año, aceptada la renuncia de Darío de Jesús Monsalve, pasó automáticamente a ser arzobispo de Cali.